# Pfeffingen
Pfeffingen é uma comuna da Suíça, situada no distrito de Arlesheim, no cantão de Basileia-Campo. Tem 4,89 km² de área e sua população em 2018 foi estimada em 2.336 habitantes.